# サラ・ハイランド
サラ・ジェーン・ハイランド（Sarah Jane Hyland、1990年11月24日 - ）は、アメリカ合衆国の女優。テレビドラマシリーズ『モダン・ファミリー』のヘイリー・ダンフィー役として知られる。身長157cm。

## 来歴
1990年11月24日、アメリカ合衆国ニューヨーク市マンハッタンに生まれる。父親は俳優エドワード・ジェームス・ハイランド、母親は女優メリッサ・カナデイ、4歳年下の弟イアンも俳優として活動している。マンハッタンにある芸術学校プロフェッショナル・パフォーミング・アート・スクールで演技を学び、5歳だった1997年にハワード・スターンを題材に彼の半生を描いた『プライベート・パーツ』で映画デビューを果たした。1999年にはミュージカル映画『アニー』のテレビ映画リメイク版でブルック・シールズの娘役を演じたほか、ティム・ロビンス監督の『クレイドル・ウィル・ロック』などへも出演して徐々にキャリアを築いていく。
特に知られるようになったのは、2009年からレギュラーキャストとして出演したテレビドラマシリーズ『モダン・ファミリー』への出演で、同作品ではタイ・バーレル演じる主人公の娘ヘイリー・ダンフィー役を演じている。また、同作品はアメリカ国内でも人気ドラマとなり、他のキャストらと共に2011年から2014年までの全米映画俳優組合賞アンサンブル賞を受賞した。
2013年、テレビミニシリーズ『ボニーとクライド』にブランチ・バロウ (英語) 役で出演。
2014年のティーン・チョイス・アワードで共同司会を務めている。

## 私生活
親しい友人は歌手テイラー・スウィフト。2014年9月、恋人と5年間の交際に終止符を打った後、友人の女優ヴァネッサ・ハジェンズから励ましやアドバイスをしてもらったことを語った。2015年よりイギリスの俳優であるドミニク・シャーウッドと交際していたが、破局。。

## 主な出演作品

### 映画
| 年   | 邦題 原題                                             | 役名                   | 備考     |
| ---- | ----------------------------------------------------- | ---------------------- | -------- |
| 1997 | A Tall Winter's Tale                                  | エリザベス             |          |
| 1997 | プライベート・パーツ Private Parts                    | ハワードの娘           |          |
| 1998 | 私の愛情の対象 The Object of My Affection             | モリー                 |          |
| 1998 | Advice from a Caterpillar                             | リズベス               |          |
| 1999 | クレイドル・ウィル・ロック Cradle Will Rock           | シルバーノ・ジョバンナ |          |
| 2000 | Joe Gould's Secret                                    | エリザベス・ミッチェル |          |
| 2002 | The Empath                                            | 若いクリスティン       |          |
| 2004 | スパングリッシュ 太陽の国から来たママのこと Spanglish | 外泊の友人             |          |
| 2007 | ブラインドデート Blind Date                           | 子供                   | 声の出演 |
| 2010 | The Science of Cool                                   |                        |          |
| 2010 | Cougars, Inc.                                         | コートニー             |          |
| 2010 | Monster Heroes                                        | デリラ                 |          |
| 2011 | コンセプション Conception                             | トレイシー             |          |
| 2012 | Struck by Lightning                                   | クレア・マシューズ     |          |
| 2013 | Scary Movie 5                                         | ミア                   |          |
| 2013 | カリフォルニア・ゾンビ逃避行 April Apocalypse         | サム                   |          |
| 2014 | ヴァンパイア・アカデミー Vampire Academy              | ナタリー・ダッシュコフ |          |
| 2014 | Date and Switch                                       | アバ                   |          |
| 2015 | See You in Valhalla                                   | ジョアナ・バーウッド   |          |

### テレビ番組
| 年        | 邦題 原題                                                  | 役名                                    | 備考                                                     |
| --------- | ---------------------------------------------------------- | --------------------------------------- | -------------------------------------------------------- |
| 1997-98   | アナザー・ワールド Another World                           | レイン・ウルフ                          |                                                          |
| 1998      | トリニティ Trinity                                         | 内気な少女                              | 第1シーズン第3話 "No Secrets"                            |
| 1998      | オードリー・ヘプバーン物語 The Audrey Hepburn Story        | オードリー・ヘプバーン (8歳時)          | テレビ映画                                               |
| 1999      | アニー Annie                                               | モリー                                  | テレビ映画                                               |
| 2000      | オール・マイ・チルドレン All My Children                   | カレン                                  | 2エピソード                                              |
| 2000      | Falcone                                                    | ジェシカ・ピストン・イーガン            |                                                          |
| 2001      | アズ・ザ・ワールド・ターンズ As the World Turns            | アリソン・マクダーモット・ スチュワート |                                                          |
| 2001      | LAW & ORDER:性犯罪特捜班 Law & Order: Special Victims Unit | リリー・ラムジー                        | 第3シーズン第1話 「家族崩壊の序章」 "Repression"         |
| 2002      | Touched by an Angel                                        | グレース                                | 第9シーズン第5話 "A Feather on the Breath of God"        |
| 2004      | ロー&オーダー Law & Order                                  | クリスティン・マクリーン                | 第15シーズン第2話 「妻たちの9･11」 "The Dead Wives Club" |
| 2005      | LAW & ORDER:Trial by Jury Law & Order: Trial by Jury       | ブリアン・コルビー                      | 第1シーズン第3話 "Vigilante"                             |
| 2007      | ワン・ライフ・トゥ・リヴ One Life to Live                  | ヘザー                                  | 7エピソード                                              |
| 2008-09   | リップスティック・ジャングル Lipstick Jungle               | マディー・ヒーリー                      |                                                          |
| 2009      | LAW & ORDER:性犯罪特捜班                                   | ジェニファー・バンクス                  | 第10シーズン第12話 「教育の成果」 "Hothouse"             |
| 2009-現在 | モダン・ファミリー Modern Family                           | ヘイリー・ダンフィー                    | メインキャスト                                           |
| 2011      | チルドレンズホスピタル Childrens Hospital                  | 有名人                                  | 第3シーズン第5話 "Nip/Tug"                               |
| 2011      | イケてる私とサエない僕 Geek Charming                       | ディラン・ショーンフィールド            | ディズニー・チャンネル・オリジナル・ムービー             |
| 2012      | パンクト Punk'd                                            | 本人                                    | 第9シーズン第5話 「ルーシー・ヘイル」                    |
| 2012-現在 | 学園NINJAランディ Randy Cunningham: 9th Grade Ninja        | テレサ・ファウラー                      | 声の出演、アニメーション                                 |
| 2013      | Call Me Crazy: A Five Film                                 | グレース                                | テレビ映画                                               |
| 2013      | ボニーとクライド Bonnie & Clyde                            | ブランチ・バロウ                        | ミニシリーズ                                             |
| 2014      | Robot Chicken DC Comics Special II: Villains in Paradise   | レナ・ルーサー                          | 声の出演、テレビ映画                                     |
| 2014      | Hot in Cleveland                                           | アイビー                                | 第5シーズン第6話 "Rusty Banks Rides Again"               |
| 2014      | Spoilers                                                   | 本人                                    | 第1シーズン第56話 "Celebrities React to Viral Videos"    |
| 2015      | Repeat After Me                                            | 本人                                    | 第1シーズン第1話                                         |

## 受賞歴
| 年   | 賞                           | カテゴリ                                                                 | ノミネート対象     | 結果       | 参照          |
| ---- | ---------------------------- | ------------------------------------------------------------------------ | ------------------ | ---------- | ------------- |
| 2000 | ヤング･アーティスト･アワード | 長編映画またはテレビ映画の最優秀演技 - 若手アンサンブル (キャストと共同) | アニー             | ノミネート | [ 14 ]        |
| 2010 | 全米映画俳優組合賞           | コメディシリーズのアンサンブル優秀演技 (キャストと共同)                  | モダン・ファミリー | ノミネート | [ 15 ]        |
| 2010 | ティーン・チョイス・アワード | テレビ - 女性ブレイクアウトスター                                        | モダン・ファミリー | ノミネート | [ 16 ]        |
| 2011 | 全米映画俳優組合賞           | コメディシリーズのアンサンブル優秀演技 (キャストと共同)                  | モダン・ファミリー | 受賞       | [ 17 ]        |
| 2012 | 全米映画俳優組合賞           | コメディシリーズのアンサンブル優秀演技 (キャストと共同)                  | モダン・ファミリー | 受賞       | [ 18 ]        |
| 2012 | ティーン・チョイス・アワード | テレビ - 女性シーン・スティーラー                                        | モダン・ファミリー | ノミネート | [ 19 ]        |
| 2013 | 全米映画俳優組合賞           | コメディシリーズのアンサンブル優秀演技 (キャストと共同)                  | モダン・ファミリー | 受賞       | [ 20 ]        |
| 2013 | OFTAテレビジョン・アワード   | コメディシリーズの最優秀助演女優                                         | モダン・ファミリー | ノミネート |               |
| 2013 | 批評家協会テレビ･アワード    | コメディシリーズの最優秀助演女優                                         | モダン・ファミリー | ノミネート | [ 21 ] [ 22 ] |
| 2014 | 全米映画俳優組合賞           | コメディシリーズのアンサンブル優秀演技 (キャストと共同)                  | モダン・ファミリー | 受賞       | [ 23 ]        |
| 2015 | 全米映画俳優組合賞           | コメディシリーズのアンサンブル優秀演技 (キャストと共同)                  | モダン・ファミリー | ノミネート | [ 24 ]        |